# Ever Is Over All
Ever Is Over All (1997) ist eine Audio-Video-Installation der Schweizer Künstlerin Pipilotti Rist aus dem Jahr 1997.

## Beschreibung
Auf der einen Wand der Über-Eck-Projektion ist eine fröhliche Frau im türkisen Sommerkleid mit hohen roten Schuhen zu sehen. Mit schwingenden Schritten geht sie in Zeitlupe auf dem Bürgersteig an parkierten Autos entlang. Weit ausholend schwingt sie eine Schopf-Fackellilie und zerschmettert mit sichtlichem Vergnügen Glasscheiben von Beifahrertüren, gefolgt von einem breiten Lachen im Gesicht. Ein Passant, der ihr entgegenkommt, schaut sie interessiert an, ohne jedoch einzugreifen. Eine Polizistin überholt sie und grüsst sie freundlich. 
Auf der anderen Wand sind Grossaufnahmen der Schopf-Fackellilie zu sehen, Blüten und Knospen in leuchtenden Farben. Im Hintergrund erscheint einmal eine um 90 Grad nach rechts gedrehte Wiese, auf der eine Person sitzt. Dieses Video beschränkt sich nicht auf die zweite Wand, sondern überlappt mit dem ersten Video.
Der Ton des Videos stammt von Anders Guggisberg und Pipilotti Rist. Er besteht aus einer langsamen, wiederkehrenden, einfachen Melodie, stellenweise begleitet von Summen und einem Gesang auf la-la-la – und dem Geräusch, mit dem eine Glasscheibe zerspringt.
Das Video, das die Frau zeigt, dauert vier Minuten, das andere neun; beide laufen im Loop.
In der Rezeption wurde die Frage, ob die Künstlerin selbst die Hauptrolle in diesem Video spiele, immer wieder thematisiert. Damit kommt die Tradition des Selbstbildnisses ins Spiel. Rist erteilt jedoch in Interviews der Interpretation ihrer Arbeiten als Selbstporträts eine Absage; es solle keine Rolle spielen, ob sie selbst eine Rolle im Video übernehme. In einem Interview von 2001 teilte die Künstlerin mit, dass die Dokumentarfilmerin Silvana Ceschi in Ever Is Over All die Hauptrolle spiele. Eine Fotografie aus der Zeit des Entstehungsprozesses, die entsprechend beschriftet ist, zeigt Rists Rolle: Sie ist darauf als dunkel gekleidete Person in Hosen, mit Brille und Mütze zu sehen, die die andere Person filmt. Die kleine Frau im roten Mantel, die der Protagonistin zulächelt, ist die Mutter der Künstlerin, Anna Rist. Außerdem wirkten mit: Ian Mathys, Aufdi Aufdermauer, Gabrielle Hächler, Tom Rist, Mich Hertig, Gian Wilhelm, Anahita Krzyzanowski, Martin Fischer, Donner Trepp, Christian Davi, Attila Panzel, Manuela Wirth, Brigitte Hofer, Garage Giuseppe Cannizzo, Serge Nyffeler, Meret und Maxi Mars Matter und Gregor Meier.

## Kunstgeschichtliche Einordnung und Deutung

### Präsentation und Ästhetik
Als Vorläufer von Ever Is Over All wird, was die Art der Präsentation angeht, Sip My Ocean (1996) angesehen. Beide verbinden die performativen, slapstickartigen Seiten der Künstlerin aus den frühen Werken mit einer strukturierteren Art der Darbietung. Farbe und Standpunkt spielen immer noch eine grosse Rolle. Auch in Ever Is Over All finden sich Close-ups von Naturelementen, Kamerafahrten und der Einsatz mehrerer Kameras. Aber der Gesamteindruck orientiert sich stärker an einer Kino- als an einer Technoästhetik. So nehmen etwa Einblendungen und Jump Cuts einen deutlich grösseren Raum ein, und es wird mit Möglichkeiten der Projektion und im grossen Stil mit Überlappungen experimentiert. Daher beginnt mit diesen beiden Videos eine neue Art der Videopräsentation bei Rist: die Sprengung der Begrenzung auf den Bildschirm und die Verschmelzung mit den architektonischen Gegebenheiten des Ausstellungsraumes. Joan Jones versteht die Art der Projektion des Naturvideos, die nicht an der Ecke haltmacht, als einen Kommentar zum Handeln der Protagonistin: Die Blume wird in ihren Händen zum mächtigen Werkzeug.
Rists ehemalige Assistentin Nadia Schneider Willen sieht den Grund für die Freundlichkeit der Polizistin von einer übergeordneten Perspektive aus: Eine Blume könne zum Werkzeug einer als Zerstörung empfundenen Handlung werden, weil es aus der Perspektive eines Moleküls gar keine absichtliche Zerstörung von Dingen gebe, nur Werden und Vergehen. Juliana Engbert dagegen betont den Doppelcharakter der Schopf-Fackelllilie als Voraussetzung für den Witz des Videos: Sie sei einerseits eine Blume mit weichen Blütenblättern, andererseits ein harter Stab. In der englischen Bezeichnung der Pflanze, Red Hot Poker, steckt Poker, das auch Schürhaken bedeutet. Unter der fröhlichen Oberfläche des Videos schwelten Ärger und Aggression. Engbert bezeichnet Rist als glückliche Anarchistin, die ihrem Publikum Vergnügen und Freude vermittle. Diese Tendenz aus den frühen Werken setze sich hier fort. Rists Einbeziehung der Betrachtenden sei, so Engbert, der Grund dafür, dass dieses Video immer noch vergleichsweise oft gezeigt werde.

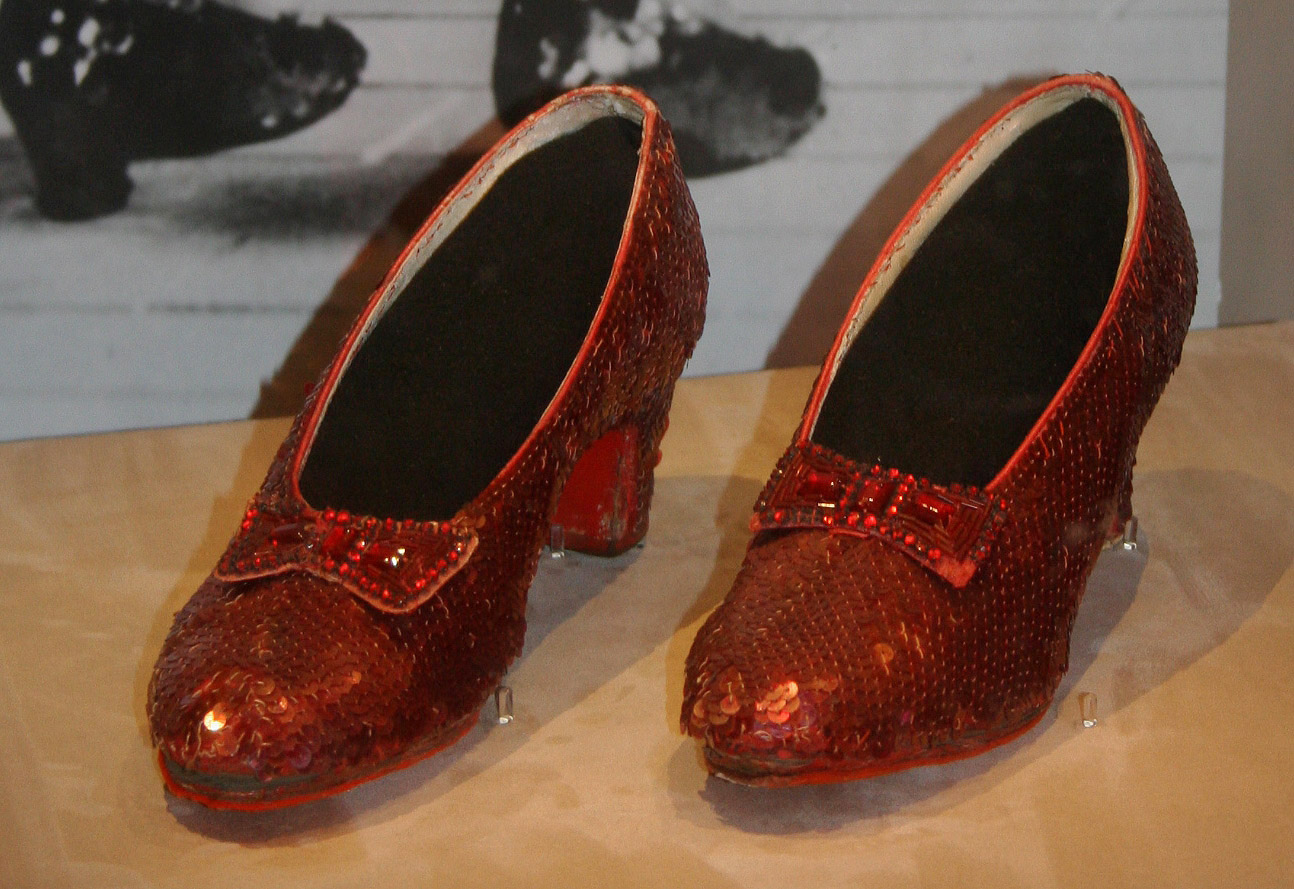
Die roten Schuhe von Dorothy (Design: Gilbert Adrian) im National Museum of American History

Die roten Schuhe liessen an Dorothys magische rote Halbschuhe aus dem Film Der Zauberer von Oz denken, mit denen sich Wünsche erfüllen lassen, so Jones.

### Weiblichkeit und Feminismus
Rist macht den weiblichen Körper hier noch eindringlicher zum Gegenstand des Filmblicks als in früheren Werken. Gleichzeitig beschäftigt sie sich auf eine immer vielschichtigere und mehrdeutigere Weise mit den Konventionen und der Begrenztheit dieses Blicks.
In Rists Kunst hat das Weibliche eine grosse Bedeutung. Nicht in der Abgrenzung zum Männlichen oder in der Verführung wird die Weiblichkeit fassbar, sondern «es ist eine freundliche Sexualität, welche die pure Freude am Leben feiert». Das überaus starke Weibliche hebe sogar die physikalischen Gesetze auf, sodass sich mit einer Blume Windschutzscheiben einschlagen liessen. Die Feuerlilie ist doppelt konnotiert: Einerseits behält sie als Blume ihre Verbindung zum Weiblichen, andererseits ist sie in ihrer phallischen Form ein Symbol der Macht. Blumen verfügen über Pollen und Narbe, männliche und weibliche Reproduktionsteile, und verschmelzen bei Rist die weibliche und männliche Bildsprache, so Mangini. Auch die Polizistin gehöre zu zwei Welten: Durch ihre Uniform sei sie Teil des patriarchalen Systems, aber als Frau könne sie diese Rolle verlassen und auf die Handlung der Protagonistin mit Freundlichkeit reagieren.
Es war unter anderem dieses Video, das Rists Ruf als feministische Künstlerin begründete. Sie äusserte dazu, sie sei zwar in politischer Hinsicht Feministin, nicht aber in persönlicher. Das Bild der Frau stehe in ihrer Kunst für den Menschen an sich, nicht nur für die Frau. Sie hoffe, ein junger Mann könne aus ihrer Kunst ebenso viel gewinnen wie eine Frau. «Auf die Frage, ob ich Feministin bin, habe ich immer zwei Antworten. Wenn mich ein guter Mensch fragt, bin ich keine Feministin. Wir Frauen haben einiges erreicht, und immer nur auf das Recht der eigenen Gruppe zu pochen, scheint mir zum Teil egoistisch. Wenn mich ein Macho fragt, sage ich natürlich sehr wohl, ich sei Feministin.»

### Ton
In einem Interview mit Massimiliano Gioni äusserte Rist, der Ton der Arbeit sei als eine Art homöopathisches Gegenmittel zu den vielen Geräuschen elektrischer und elektronischer Geräte zu sehen, von denen wir umgeben seien. Diese machten uns verrückt, und es brauche für die Heilung ein Gegenmittel derselben Art, eben das Summen im Video. Der Gedanke, dass Kunst heilen könne, schrecke sie nicht.
Engberg betont die Bedeutung des Tons für die Wirkung des Kunstwerks. Sie vertritt die Meinung, mit dieser Melodie mit ihrem eingängigen, herzschlagähnlichen Drumrhythmus sei die Durchbrechung der vierten Wand gelungen, die Kunstwerk und Publikum trenne. Sie habe beobachtet, dass die Zuschauenden sich stark mit der Protagonistin solidarisierten. Das Summen suggeriere Sicherheit und Geborgenheit, und wenn es nach dem Glasbruch und einem Moment der Stille wieder einsetze, sei die Welt wieder in Ordnung.
Mangini weist auf die Unterschiedlichkeit der beiden Soundtracks und ihre Verschränkung mit dem Bild hin. Die eine Melodie begleitet die Handlung, die andere Tonspur ist ein leichtes, melodisches Summen. Nach einigen Minuten ändert sich nicht nur die Bildgeschwindigkeit, sondern auch der Rhythmus der Melodie.

### Natur
Hans-Peter Wipplinger ist der Ansicht, Rist verhelfe in diesem Video im übertragenen Sinne auch einer durch Autos und Strassen zurückgedrängten Natur zu ihrem Recht auf Wiedergewinnung verlorenen Territoriums. Die Fackellilie dringe ungebändigt in den Zivilisationsraum ein. Die zweite Projektion des Videos, das Feld der Fackellilien, sei Ausdruck für das von Rist propagierte «Bedürfnis nach sinnlicher Wahrnehmung». Diese traumartige Sequenz stehe in Kontrast zur banalen Welt der Straße.

### Mythologische Bezüge
Nava Sevilla-Sadehn sieht in dem Video einen Bezug zu den antiken Mänaden.

## Rezeption (Auswahl)
Nach Engbert wird dieses Video überdurchschnittlich häufig in Museen präsentiert. 1997 nahm Rist mit diesem Video an der 47. Biennale von Venedig teil und wurde dort für diese Arbeit mit dem Premio 2000 ausgezeichnet. Es war es 2006/2007 Teil der Ausstellung Out of Time: A Contemporary View im Museum of Modern Art in New York, und 2015 war es in der Kunsthalle Krems im Rahmen der Einzelausstellung Pipilotti Rist. Komm Schatz, wir stellen die Medien um & fangen nochmals von vorne an zu sehen.
Die Schriftstellerin und Dramatikerin Sibylle Berg teilte mit, dass Ever Is Over All die erste Arbeit von Pipilotti Rist gewesen sei, die sie gesehen habe. Rist sei die Heldin von Bergs Generation. Auch Natasha Bullock, Kuratorin von Rists Ausstellung Sip My Ocean im Museum of Contemporary Art in Sydney (2017/2018), hebt dieses Video als Initialzündung ihrer Begeisterung die Freiheit und Anarchie hervor, die sie in Rists Arbeiten sieht.
2016 verwendete Beyoncé im Musikvideo zum Lied Hold Up eine ähnliche Szene.